# Ugoda w Łęgonicach
Ugoda w Łęgonicach – ugoda zawarta 31 lipca 1666 zakończyła rokosz, wzniecony w 1665 w obronie złotej wolności przez hetmana polnego koronnego Jerzego Sebastiana Lubomirskiego, sprzeciwiającego się polityce króla Jana II Kazimierza Wazy, zmierzającej do wzmocnienia władzy królewskiej i przeprowadzenia elekcji vivente rege. 
Ostatnią krwawą bitwę w wojnie domowej stoczono 13 lipca 1666 roku  pod Mątwami, zakończoną przegraną wojsk królewskich. 
Po tej bitwie doszło do ugody w Łęgonicach, która przywróciła Lubomirskiego do czci, lecz nie do urzędów, a króla zmusiła do rezygnacji z planowanych reform państwa oraz z planów elekcji vivente rege. Król ogłosił amnestię dla rokoszan. Ugodę zatwierdził Sejm w 1667 r.
W konsekwencji rokosz ten obniżył prestiż króla i nastawił wrogo szlachtę do reform kraju, co  pośrednio doprowadziło do abdykacji monarchy w 1668.
Zwyciężyła magnateria stając się pośrednikiem między szlachtą a królem. Lubomirski przeprosił króla, odzyskał skonfiskowane majątki ale musiał udać się na wygnanie, gdzie wkrótce zmarł.